# Toyota Verossa
Toyota Verossa (яп. トヨタ・ヴェロッサ) — седан, производившийся компанией Toyota для внутреннего японского рынка, продававшийся через японскую дилерскую сеть Toyota Netz Store, и в другие страны официально не поставлявшийся. Тем не менее, автомобиль получил некоторое распространение в России, в основном, в Сибири и на Дальнем Востоке. Габариты автомобиля и объём двигателя превысили доступные из предлагаемых покупателям седанов с переднемоторной и заднеприводной компоновкой. Verossa, появившись в июле 2000 года, также продавалась через Toyopet Store (как Progrès) и Toyota Store (как Brevis).
Выпуск был окончен в 2003 году в связи с уменьшением объёма продаж. За эти годы было выпущено около 24 000 автомобилей.

## Комплектации
Verossa продавалась в шести комплектациях с тремя рядными шести-цилиндровыми двигателями и тремя коробками передач. Полноприводная модель имела несколько комплектаций, но оснащалась только автоматической коробкой передач. Базовая комплектация включала передний стабилизатор поперечной устойчивости, навигацию, электропривод сидений и полностью автоматический кондиционер. Различные объёмы двигателя были предложены, чтобы позволить японским покупателям связать их с величиной транспортного налога, с большими по объёму двигателями предлагались и более богатые комплектации.

### 20,20Fourи20Four G
Базовая модель оснащалась двигателем 1G-FE, обладавшим мощностью 160 л. с. (118 кВт) при 6200 оборотах в минуту и крутящим моментом 200 Нм при 4400 оборотах в минуту. 20 была доступна только с четырёх-ступенчатой автоматической коробкой передач с электронным управлением. Модели 20Four и 20Four G предлагают постоянный полный привод. 20Four G отличается также литыми дисками и кожаными сиденьями.

### 25иV25
На эти модели устанавливался двигатель 1JZ с непосредственным впрыском топлива, мощностью 200 л. с. (147 кВт) при 6000 оборотах в минуту и крутящим моментом 250 Нм при 3800 оборотах в минуту. Обе модели оснащались пяти-ступенчатой автоматической коробкой передач с электронным управлением, отличающей их от Verossa с двигателем 1G. Модель V25 отличалась наличием заднего стабилизатора поперечной устойчивости в дополнение к переднему, устанавливаемому на 2,0-литровых Verossa, наряду c большими колесами диаметром 17 дюймов и опциональными кожаными сидениями.

### VR25
Возвращаясь к Tourer V, модель VR25 получила тот же турбированный двигатель 1JZ-GTE с приводом на задние колеса. Двигатель мощностью 280 л. с. (206 кВт) при 6200 оборотах в минуту и крутящим моментом 377 Нм при 2400 оборотах в минуту устанавливался либо с механической пяти-ступенчатой коробкой, либо с четырех-ступенчатой автоматической, взятой с 2,0-литровой модели со стандартным дифференциалом повышенного трения. Как и V25, модель VR25 имела передний и задний стабилизаторы и 18-ти дюймовые колеса, опционально были доступны кожаный салон и задний спойлер.